# Мшага (деревня)
Мша́га — деревня в Новгородском районе Новгородской области. Входит в состав Савинского сельского поселения.

## География
Деревня расположена в 15 км к востоку от Великого Новгорода на старом участке федеральной автомагистрали «Россия» (М10, E 105 Москва — Санкт-Петербург) между деревнями Савино и Бронница. Новый участок (в объезд Великого Новгорода проходит северней. В непосредственной близости от деревни находятся две автомобильные развязки по которым можно попасть на новый участок федеральной автотрассы.
Все дома Мшаги расположены на одной (южной) стороне дороги. Вдоль северной стороны проходит Вишерский канал. Через деревню протекает небольшая река Мшашка — правый приток Мсты. На берегу Мшашки, за деревней находится воинское захоронение (240 воинов) 225-й стрелковой дивизии.

## Население
| 2010 |
| ---- |
| 82   |

## История
В XVI-XVII веках являлась  оборонительным рубежом на подступах к Новгороду, куда направлялись воеводы с ратными людьми. В октябре 1581 года там воевода Коркодинов Григорий Иванович встречал папского посланника Антонио Поссевино, во время его поездки в Россию.

## Интересные факты
- Название «Мшага» носит звероферма, с которой сбегает песец в повести русского писателя Юрия Коваля «Недопёсок».